# Pterobranquis
Els pterobranquis (Pterobranchia) són una classe de l'embrancament dels hemicordats. Són petits animals en forma de cuc que viuen al fons marí en tubs que ells secreten. S'alimenten filtrant plàncton de l'aigua per mitjà de cilis presents als tentacles. El grup conté unes trenta espècies vivents conegudes.

## Característiques
El cos dels pterobranquis consta de tres seccions: una trompa anterior anomenada prosoma; una regió discoide amb tentacles anomenada mesosoma, i finalment el metasoma, que forma el tronc, en forma de sac, i un peduncle adjacent.
La trompa és una estructura àmplia i aplanada, en la majoria de les espècies conté glàndules que secreten un tub de matèria orgànica en el qual l'individu passa la seva vida adulta. En les files de tentacles mesosoma es distribueixen per un costat sense envoltar la boca. En el mesosoma hi ha fileres de tentacles només per un costat, sense envoltar la boca. Els tentacles estan coberts de cilis i ajuden a filtrar els aliments de l'aigua. El tronc conté un intestí tubular simple en forma de U. Cephalodiscus i Atubaria tenen un sol parell de fenedures branquials a la faringe, mentre que Rhabdopleura no en té cap.

## Taxonomia
La classe dels pterobranquis fou descrita per Ray Lankester el 1877. En aquell temps només contenia el gènere Rhabdopleura. Rhabdopleura fou considerat originalment un briozou aberrant, però amb la publicació del Challenger Report (Cephalodiscus) el 1887, esdevingué clar que Cephalodiscus, el segon gènere actualment inclòs a la classe, tenia afinitats amb els enteropneusts.
Estudis sota un microscopi electrònic han suggerit que els pterobranquis pertanyen al mateix grup que els extints graptòlits.